# ألن فوكس
ألن فوكس (بالإنجليزية: Allen Fox)‏ مواليد 25 يونيو 1939 في لوس أنجلوس، هو لاعب كرة مضرب أمريكي سابق بدأ مسيرته كمحترف سنة 1955، اعتزل اللعب في 1971.

## وصلات خارجية
- ألن فوكس على موقع رابطة محترفي التنس (الإنجليزية)
- ألن فوكس على موقع الاتحاد الدولي لكرة المضرب (الإنجليزية)
- ألن فوكس على موقع كأس ديفيز (الإنجليزية)
- ألن فوكس على موقع بطولة ويمبلدون (الإنجليزية)
- ألن فوكس على موقع خلاصة التنس.كوم (الإنجليزية)

- الموقع الرسمي